# Johann Lienhart
Johann Lienhart (Fehring, Estíria, 17 de juliol de 1960) va ser un ciclista austríac. Del seu palmarès destaca els dos Campionats nacional en ruta i la medalla de bronze al Campionat del Món de contrarellotge per equips de 1987. Va participar en tres edicions dels Jocs Olímpics.

## Palmarès
- 1980
  - 1r a la Uniqa Classic i vencedor d'una etapa
- 1981
  -  Campió d'Àustria en ruta
  - Vencedor d'una etapa a la Volta a Àustria
- 1983
  -  Campió d'Àustria en ruta
  - Vencedor d'una etapa a la Volta a Àustria
- 1985
  - 1r a la Uniqa Classic
  - Vencedor d'una etapa a la Volta a Àustria
- 1987
  - 1r a la Uniqa Classic
  - 1r a la Rundstreckenrennen Judendorf-Straßengel
  - Vencedor d'una etapa a la Volta a Àustria
  - Vencedor d'una etapa a la Volta a Renània-Palatinat
- 1988
  - Vencedor d'una etapa a la Volta a Àustria